# 역명판
역명판(驛名板)은 철도역 내부에서 역 이름이나 주변 역의 이름을 표기한 시설이다.

## 분류
설치된 위치에 따라 역 바깥에 설치된 역명판과 역 안 승강장에 설치된 역명판으로 나뉜다. 역 안 승강장에 설치된 역명판은 형태에 따라 다시 천장에 매달린 달대식 역명판, 승강장의 벽에 부착된 부착식 역명판, 승강장에 서 있는 지주식 역명판, 승강장 맨 끝에 설치된 입간판식 역명판, 기둥에 설치된 기둥식 역명판 등으로 나뉜다.

## 나라별 역명판

### 대한민국의 역명판

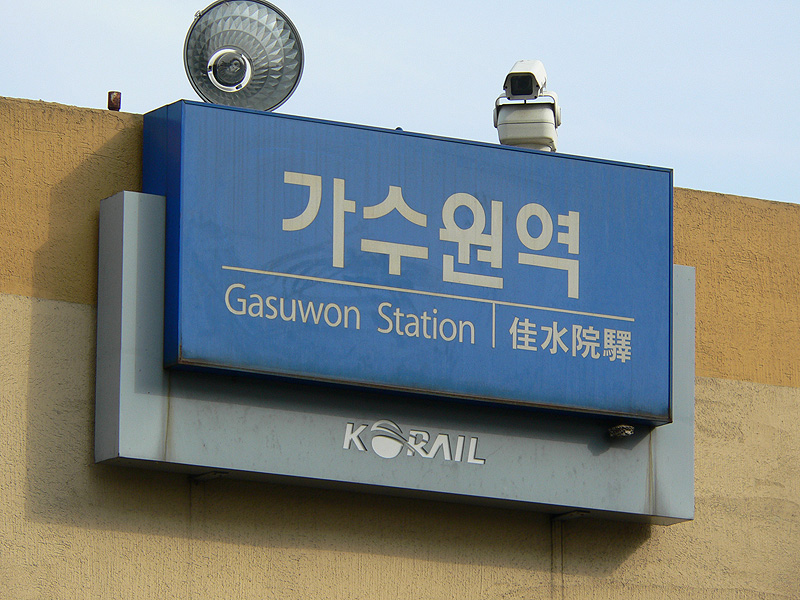
코레일 역 외부 역명판 (가수원역)
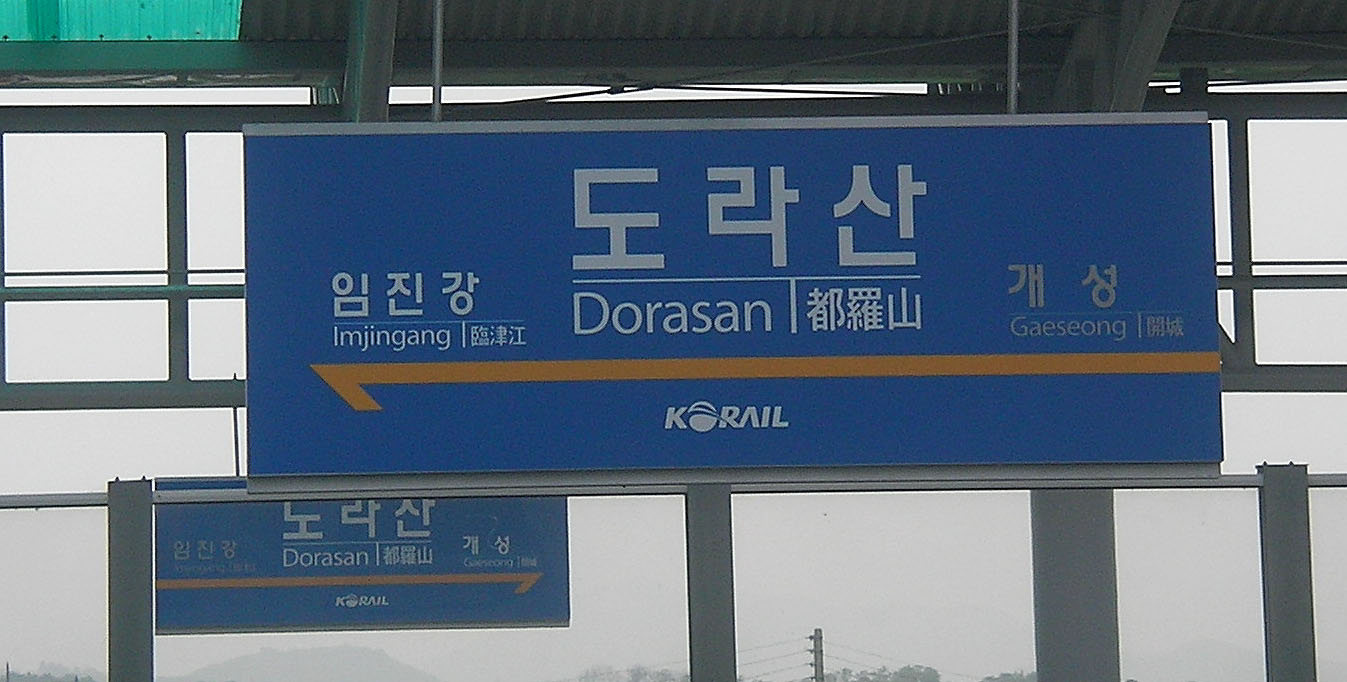
코레일 달대식 역명판 (도라산역)
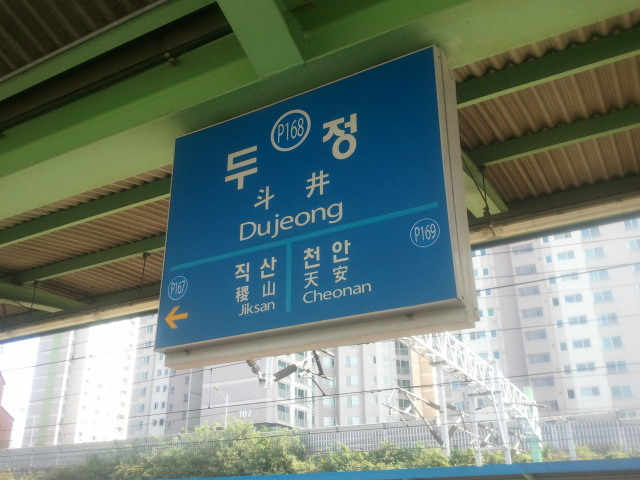
코레일 달대식 개조 역명판 (두정역)
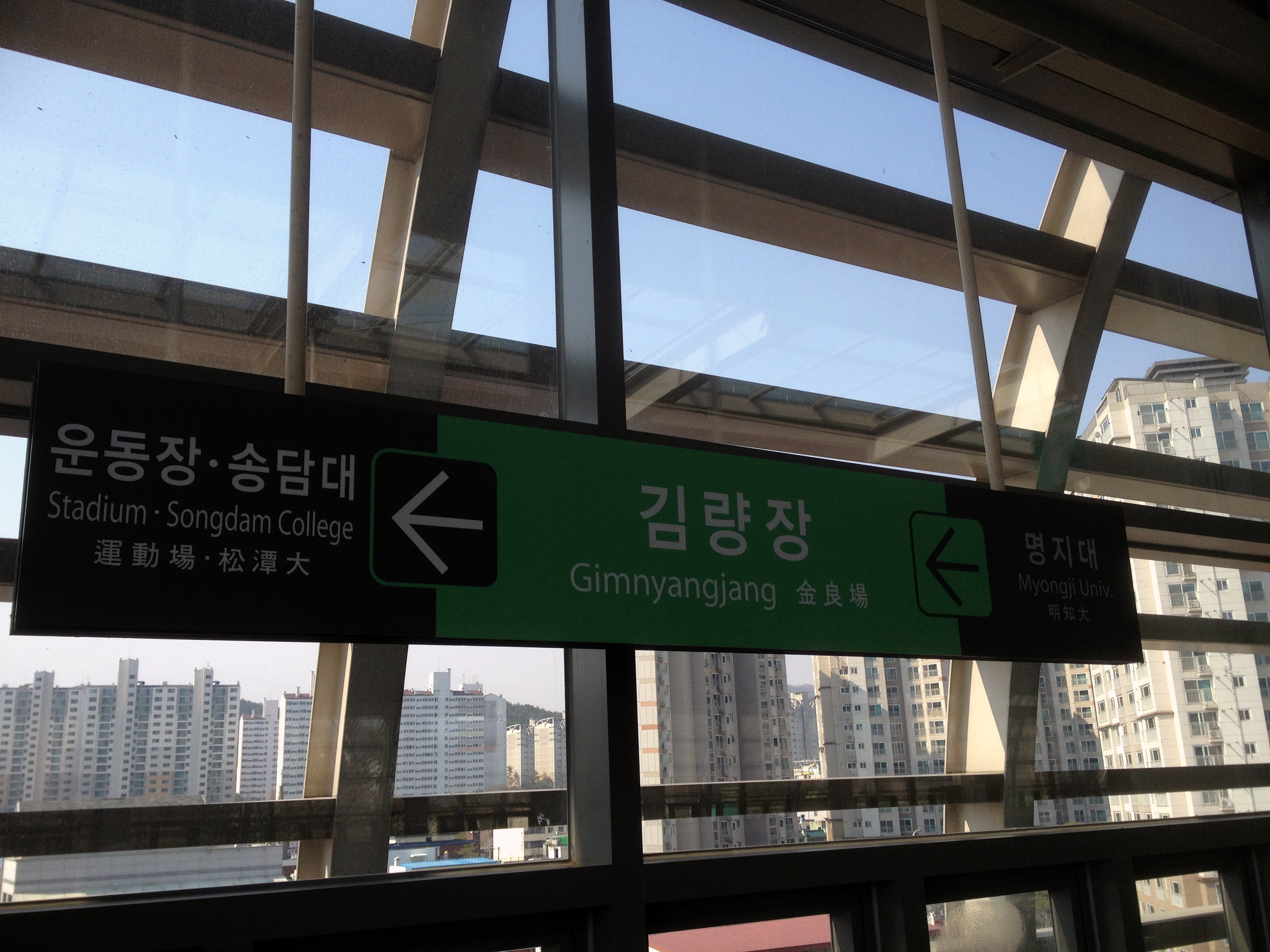
용인경전철 달대식 역명판 (김량장역)
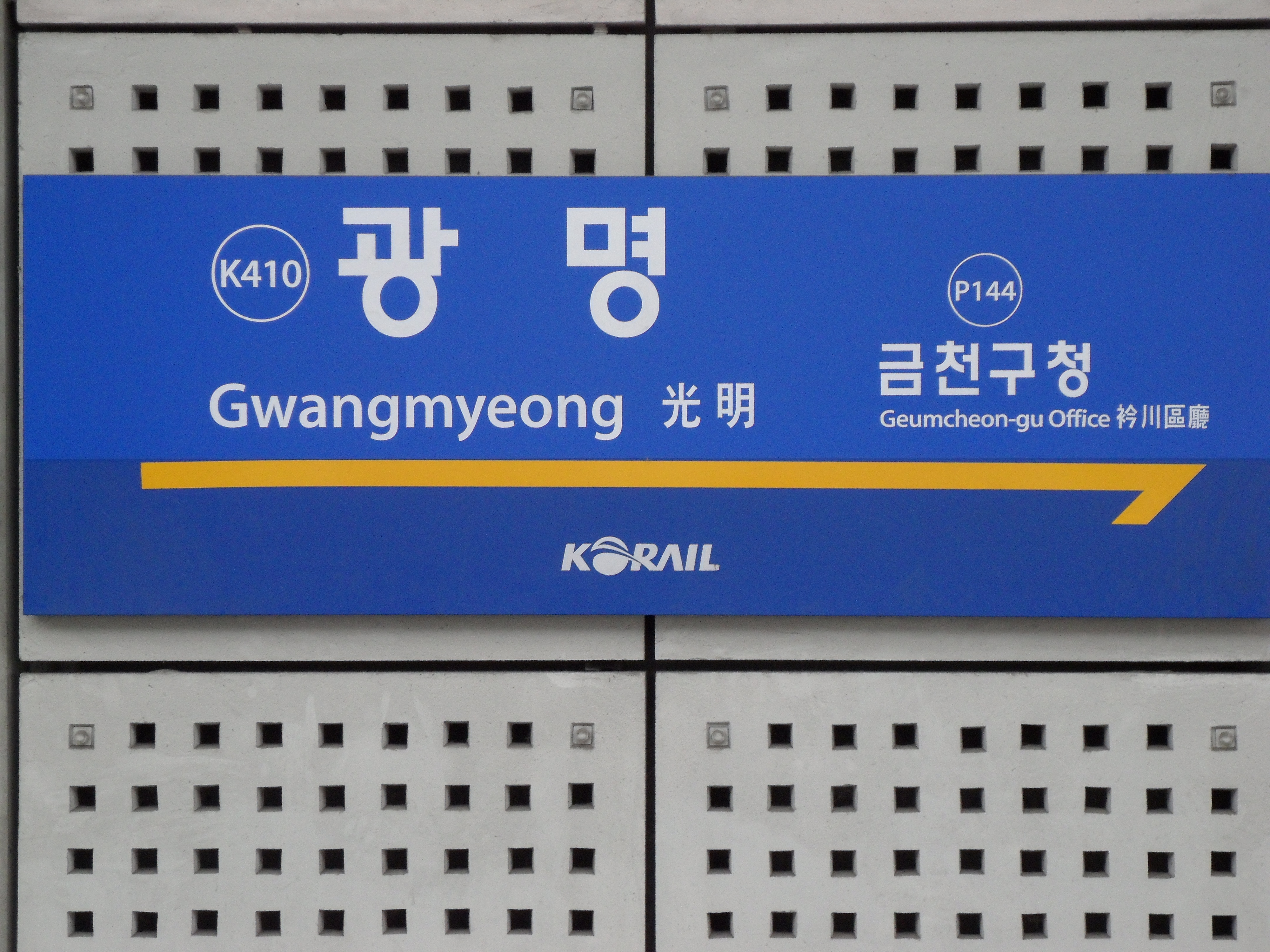
코레일 지상 부착식 역명판 (광명역)
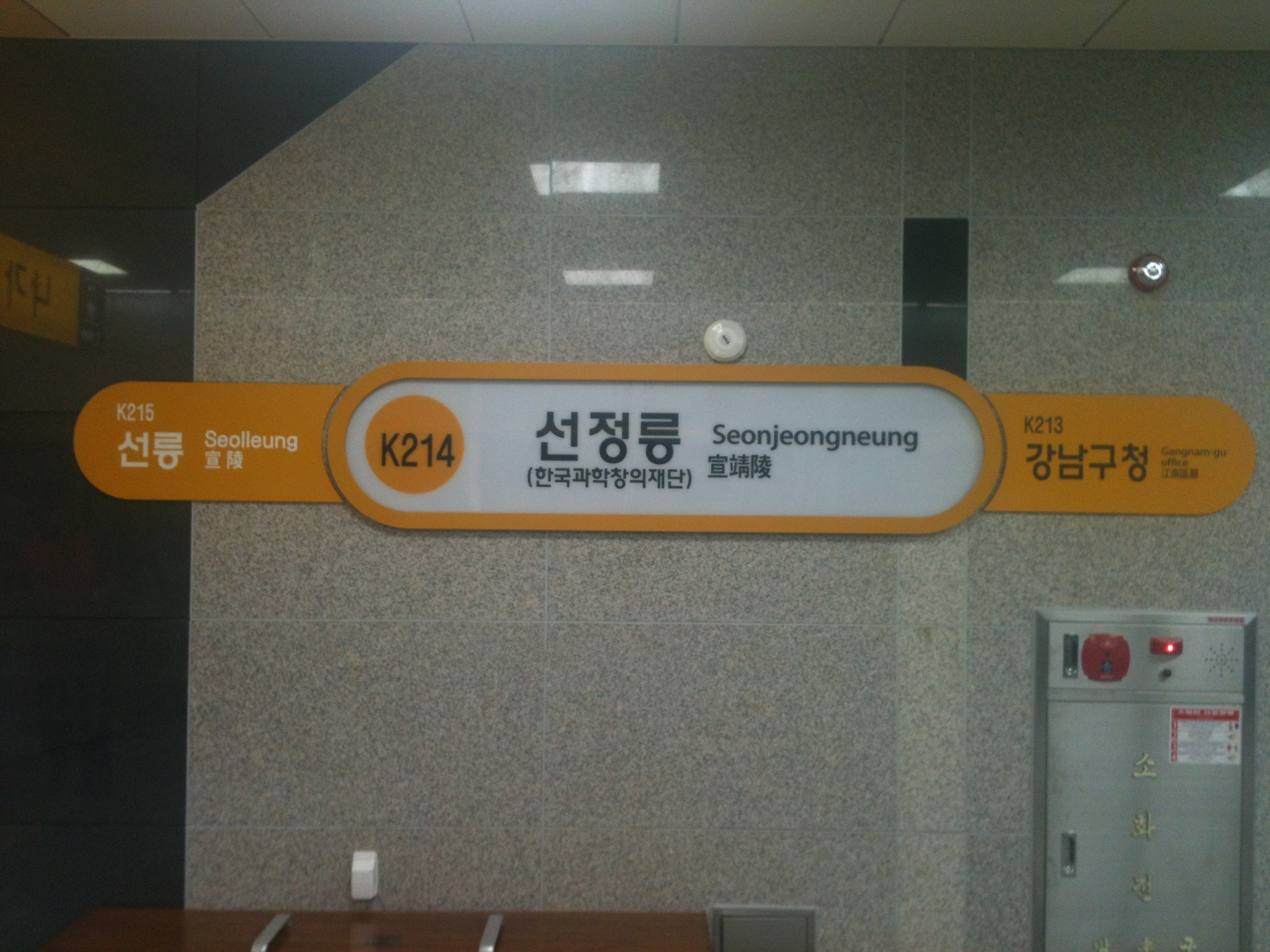
코레일 지하 부착식 역명판 (선정릉역)
코레일 지하 구형 부착식 역명판 (가천대역)
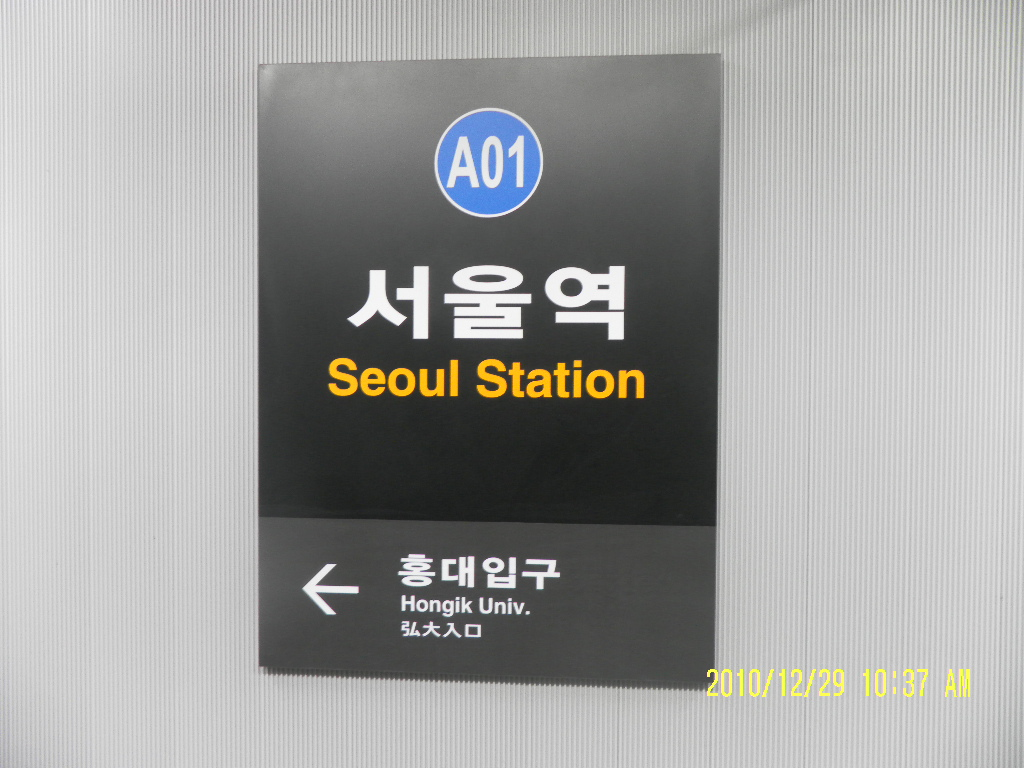
코레일공항철도 부착식 사각형 역명판 (서울역)
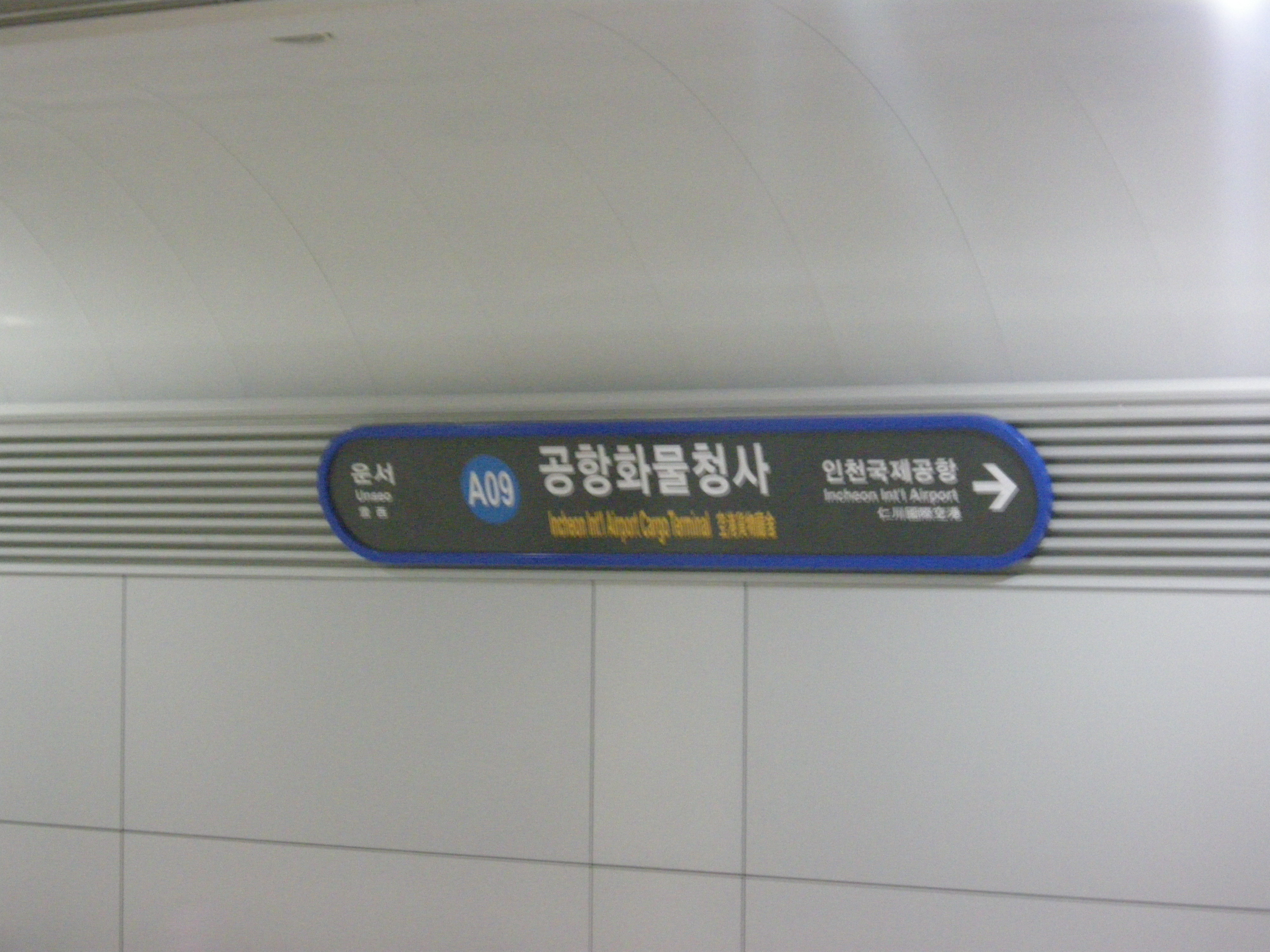
코레일공항철도 부착식 타원형 역명판 (공항화물청사역)
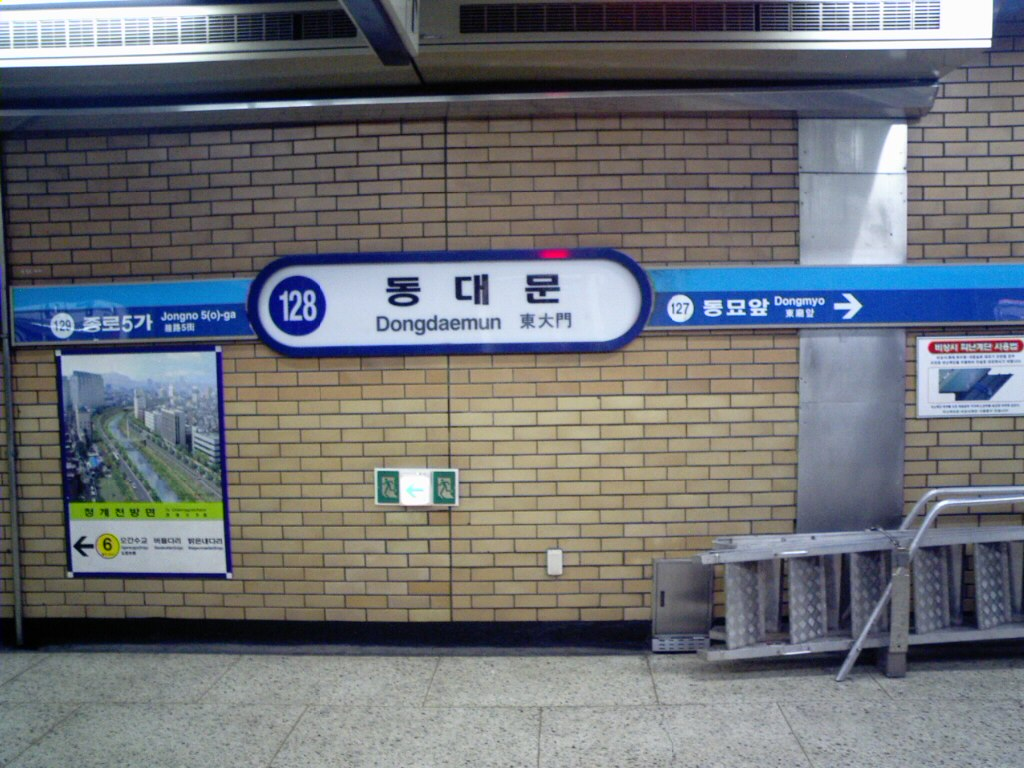
서울메트로 부착식 역명판 (동대문역)
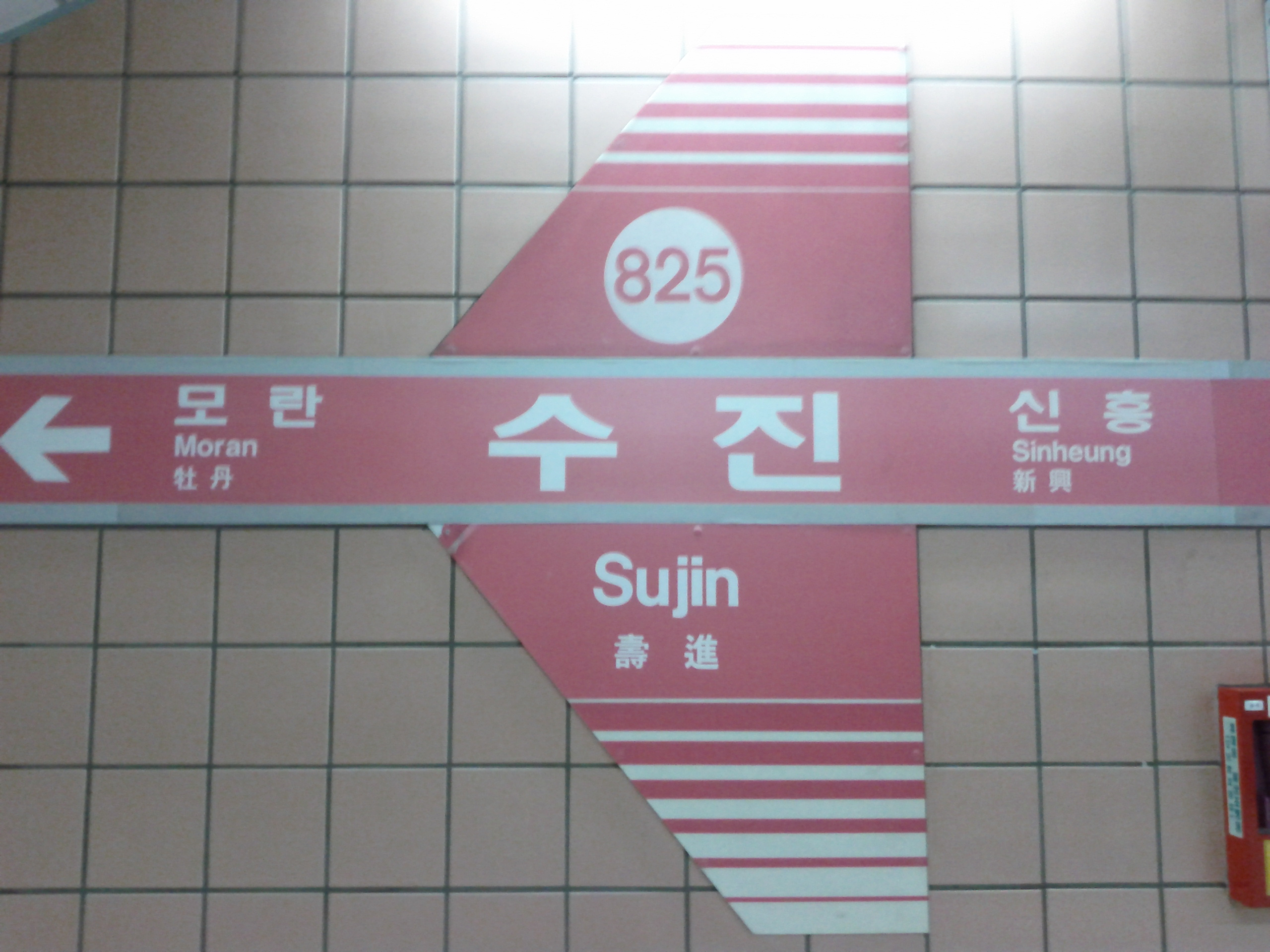
서울도시철도공사 부착식 역명판 (수진역)
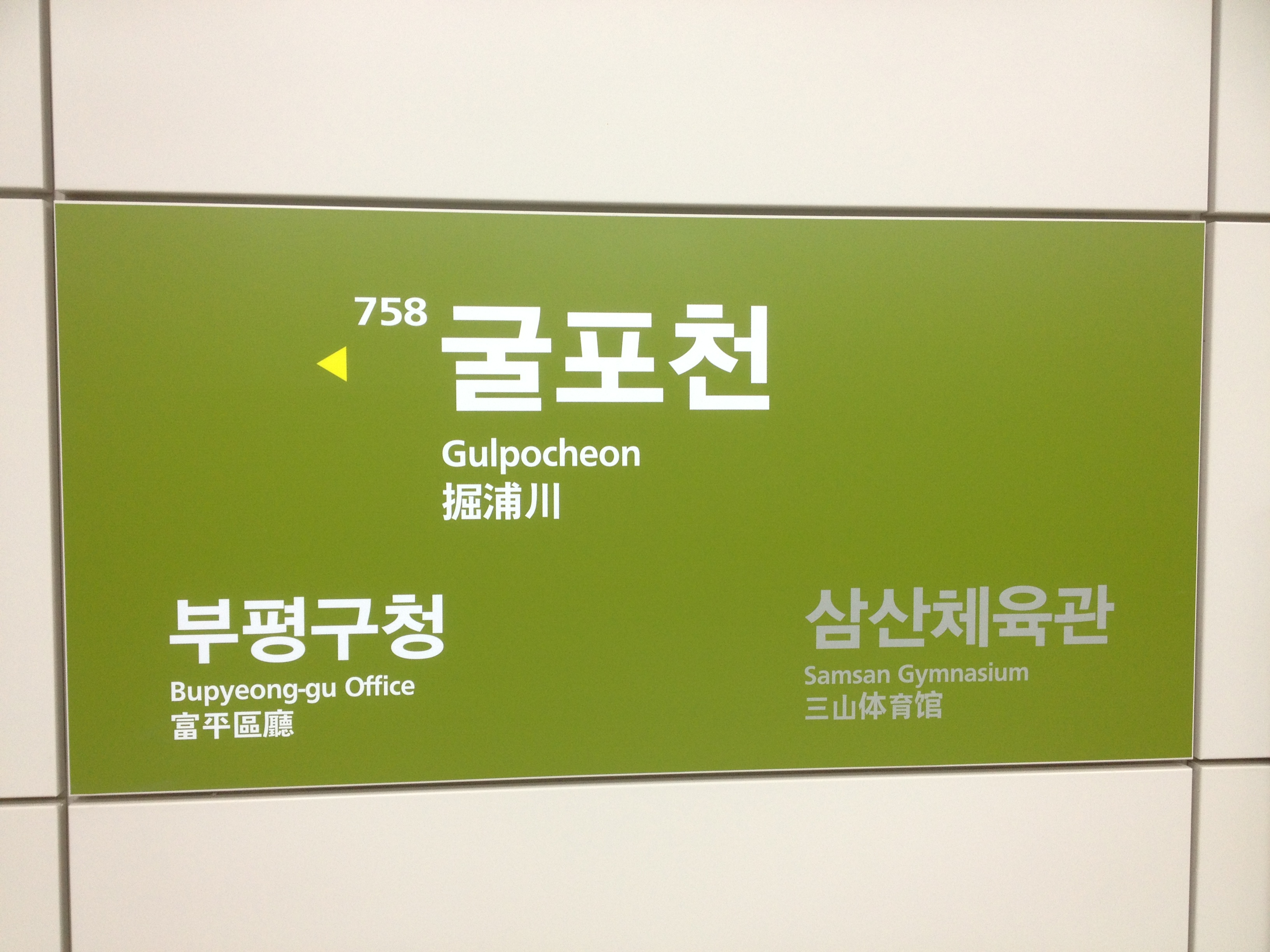
서울도시철도공사 신형 부착식 역명판 (굴포천역)
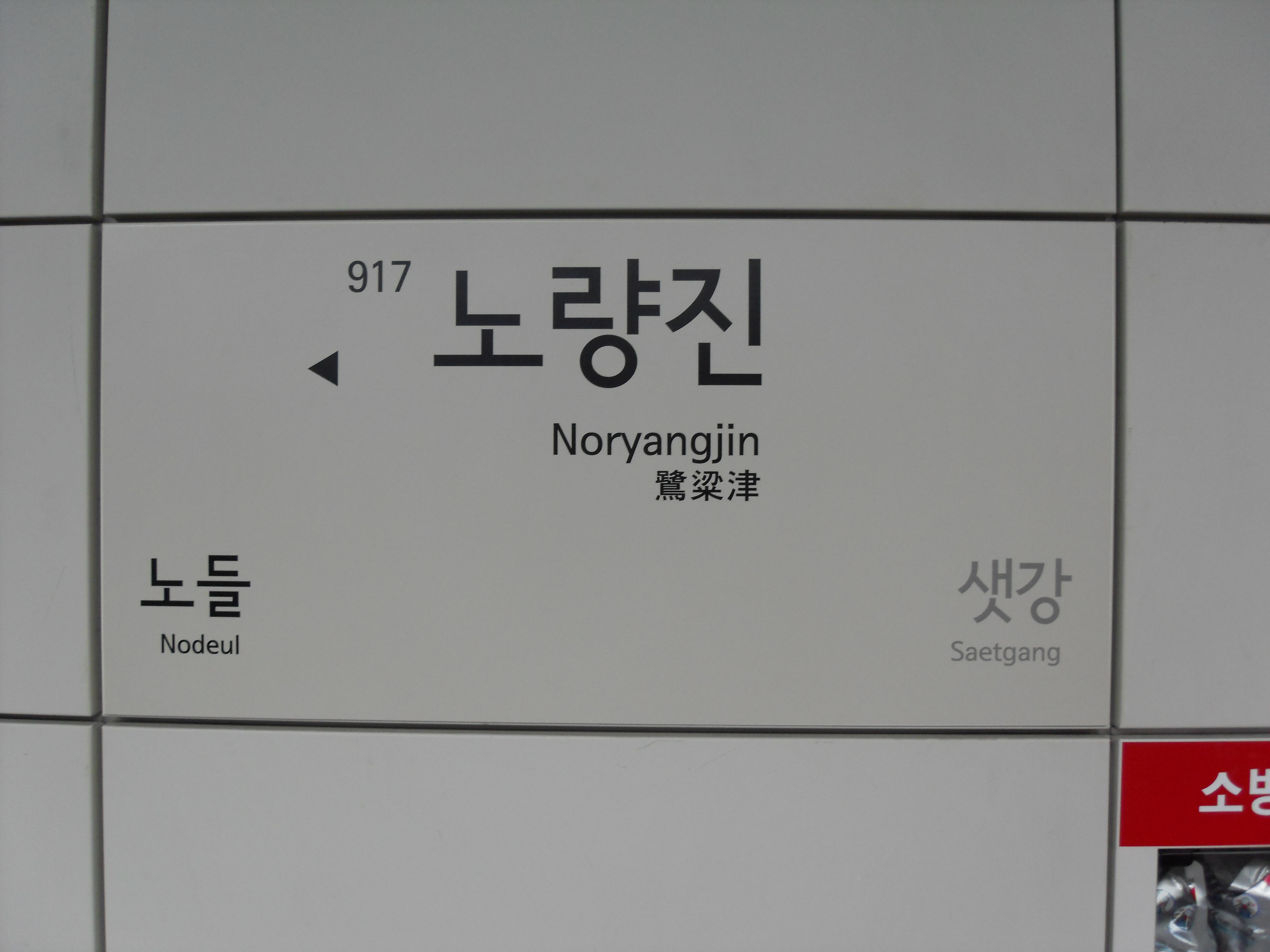
서울9호선운영 부착식 역명판 (노량진역)
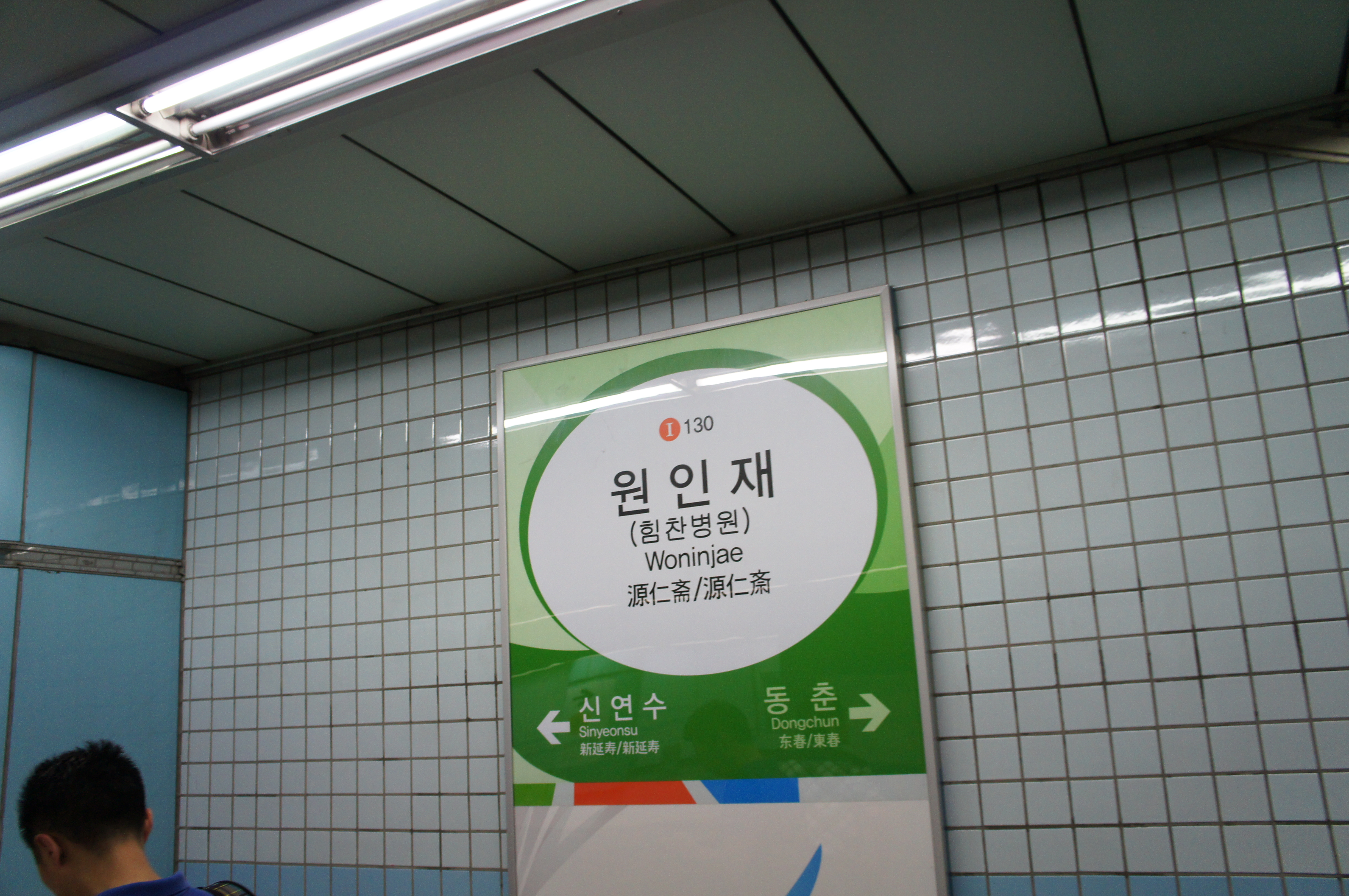
인천메트로 부착식 역명판 (원인재역)
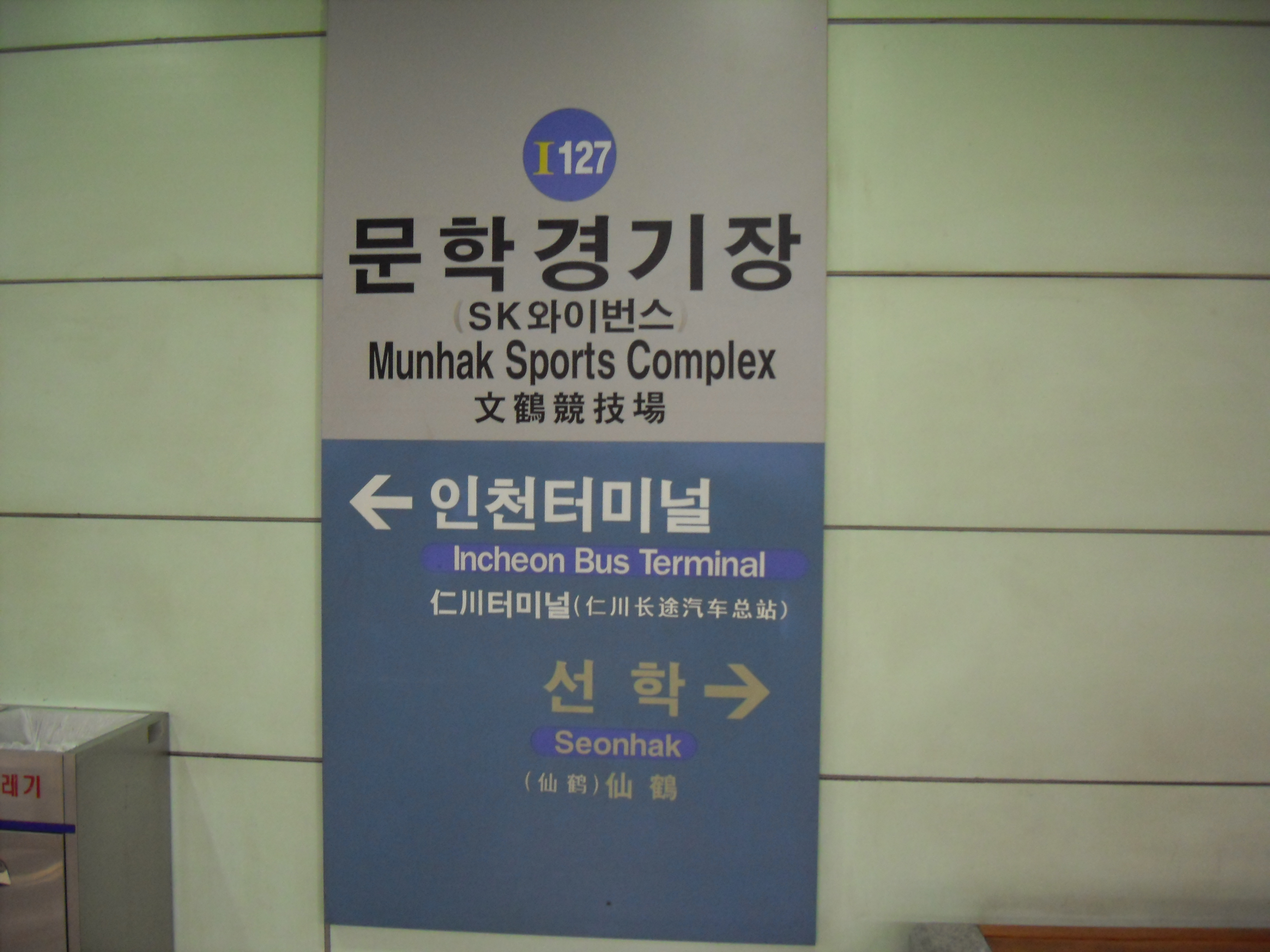
인천메트로 구형 부착식 역명판 (문학경기장역)
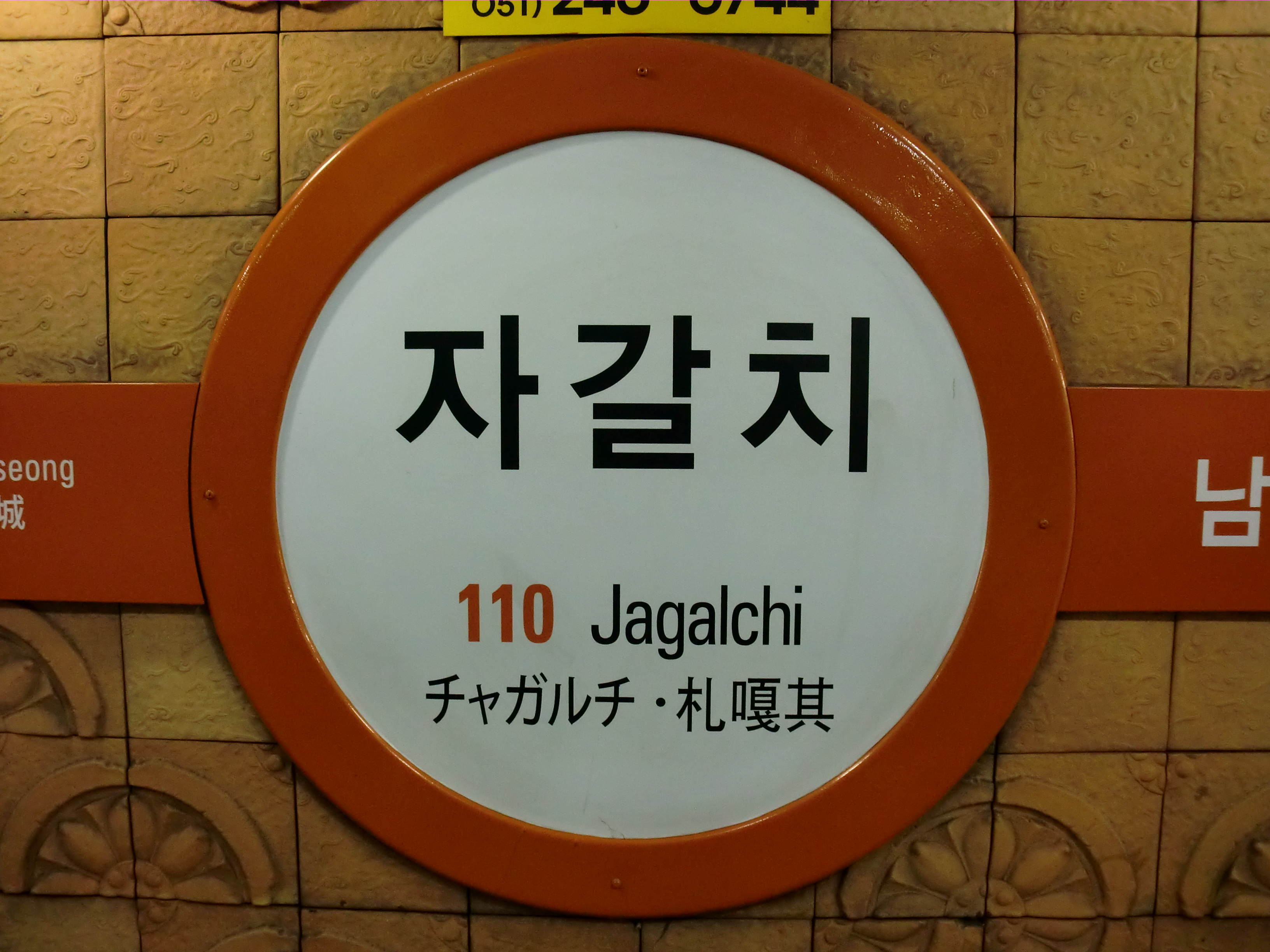
부산교통공사 부착식 역명판 (자갈치역)
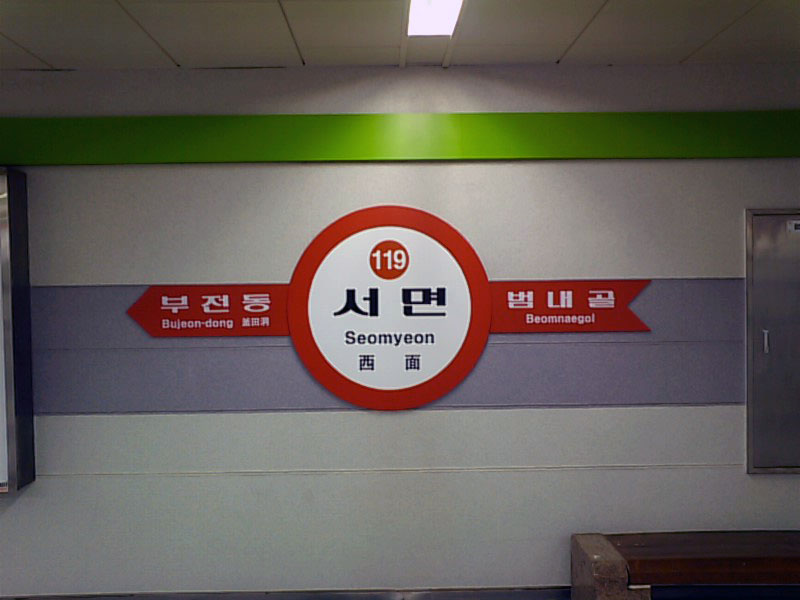
부산교통공사 구형 부착식 역명판 (서면역)
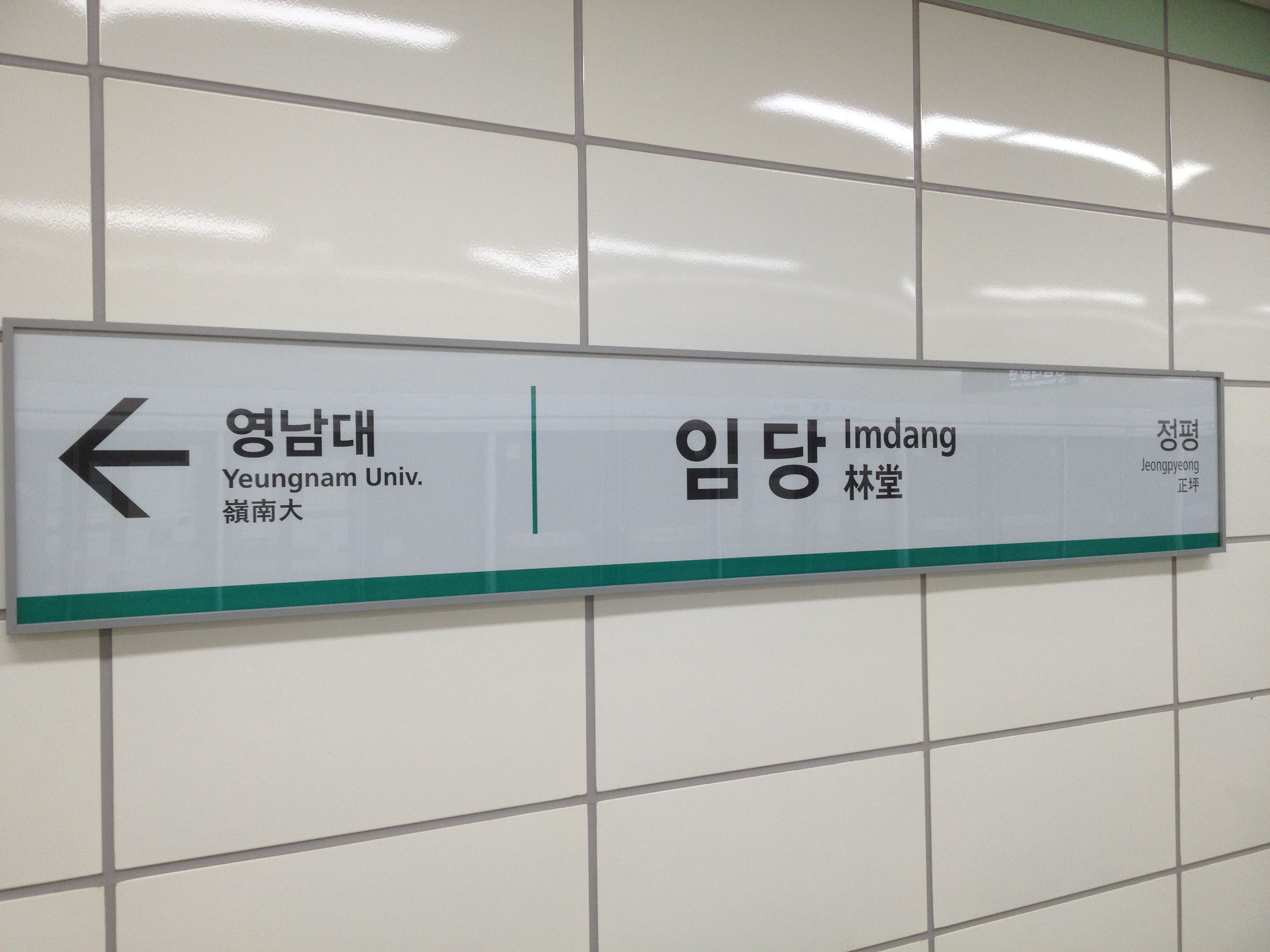
대구도시철도공사 부착식 역명판 (임당역)
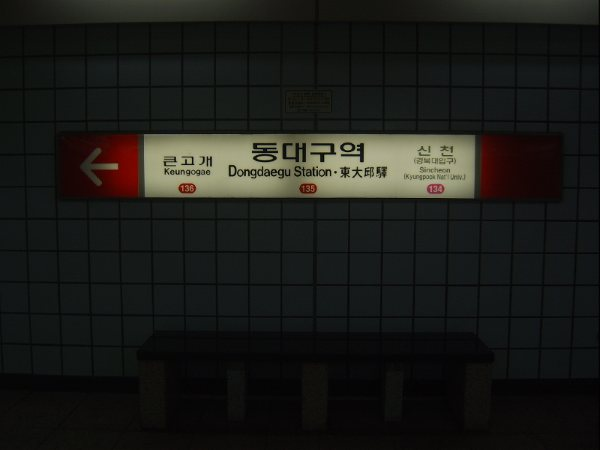
대구도시철도공사 구형 부착식 역명판 (동대구역)
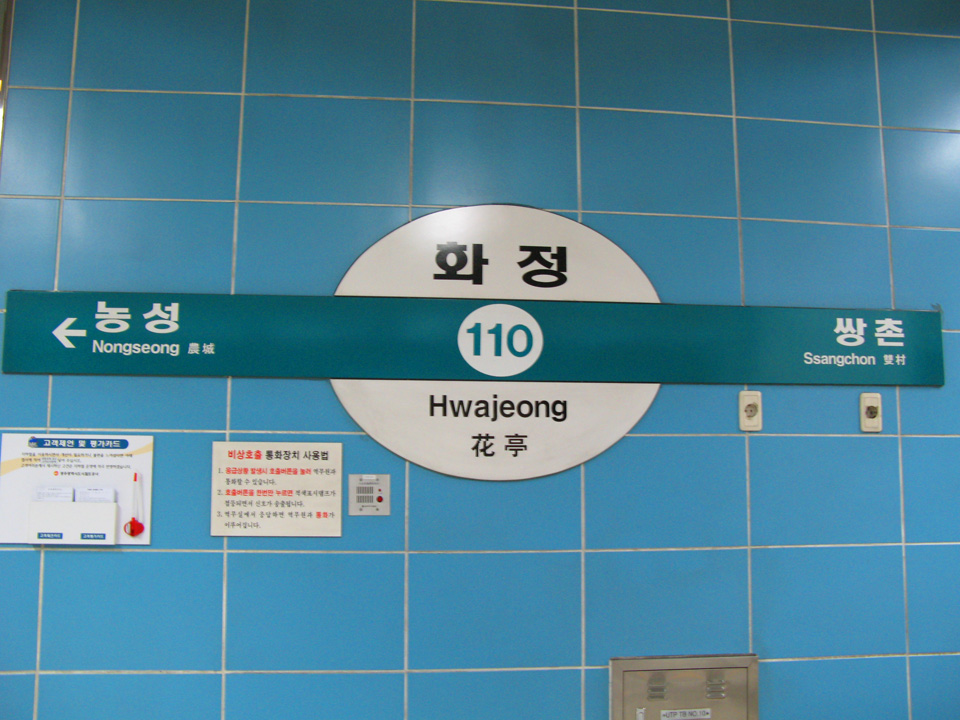
광주도시철도공사 부착식 역명판 (화정역)
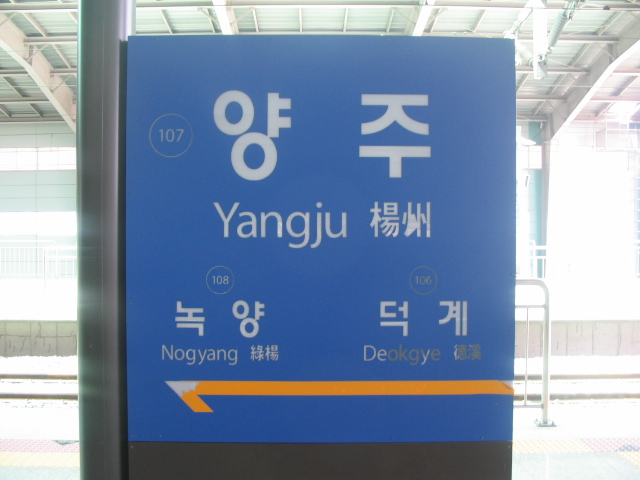
코레일 지주식 역명판 (양주역)
코레일 지주식 개조 역명판 (춘포역)
부산교통공사 지주식 역명판 (호포역)부산교통공사 지주식 역명판 (호포역)
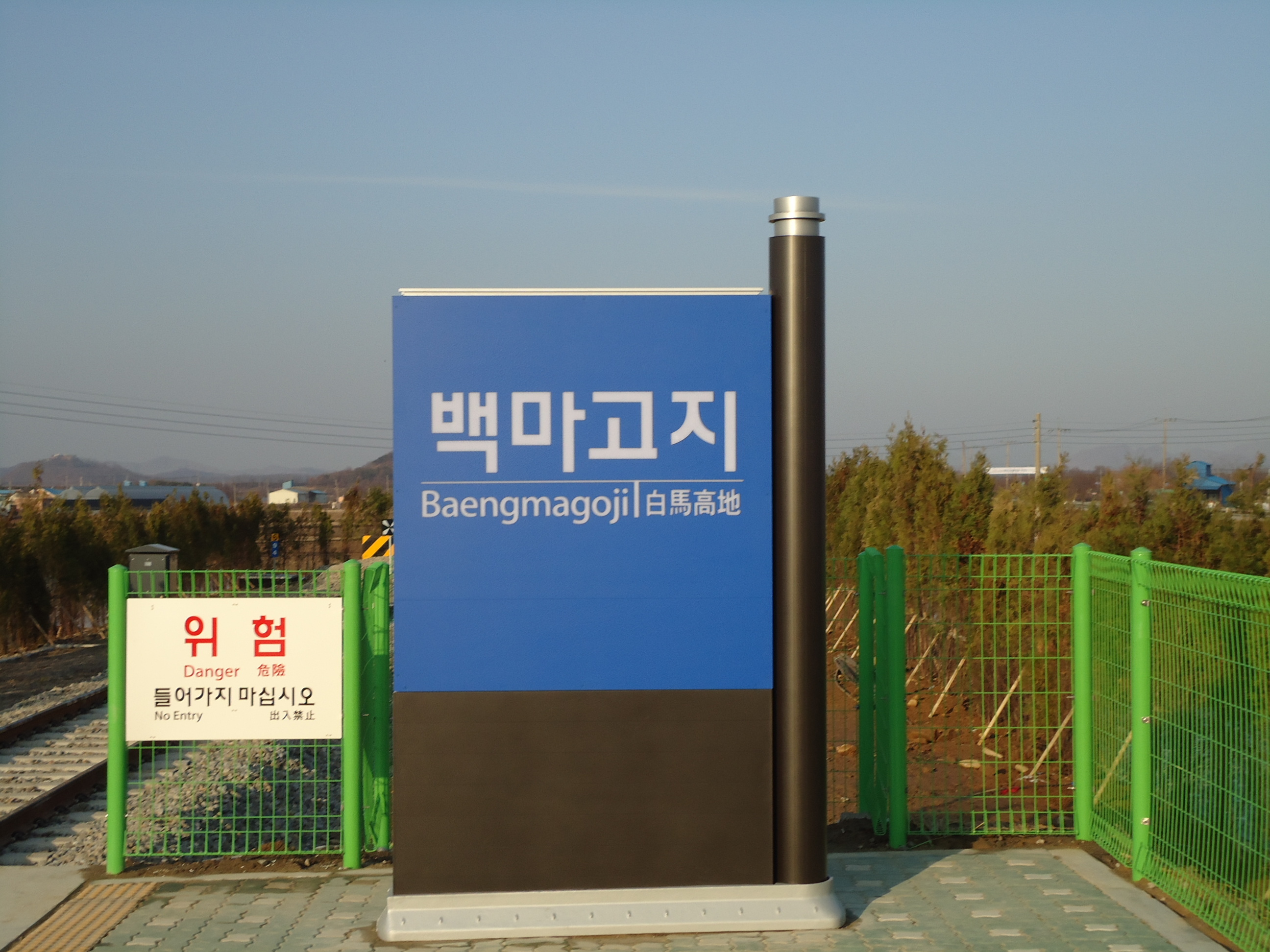
코레일 입간판식 역명판 (백마고지역)
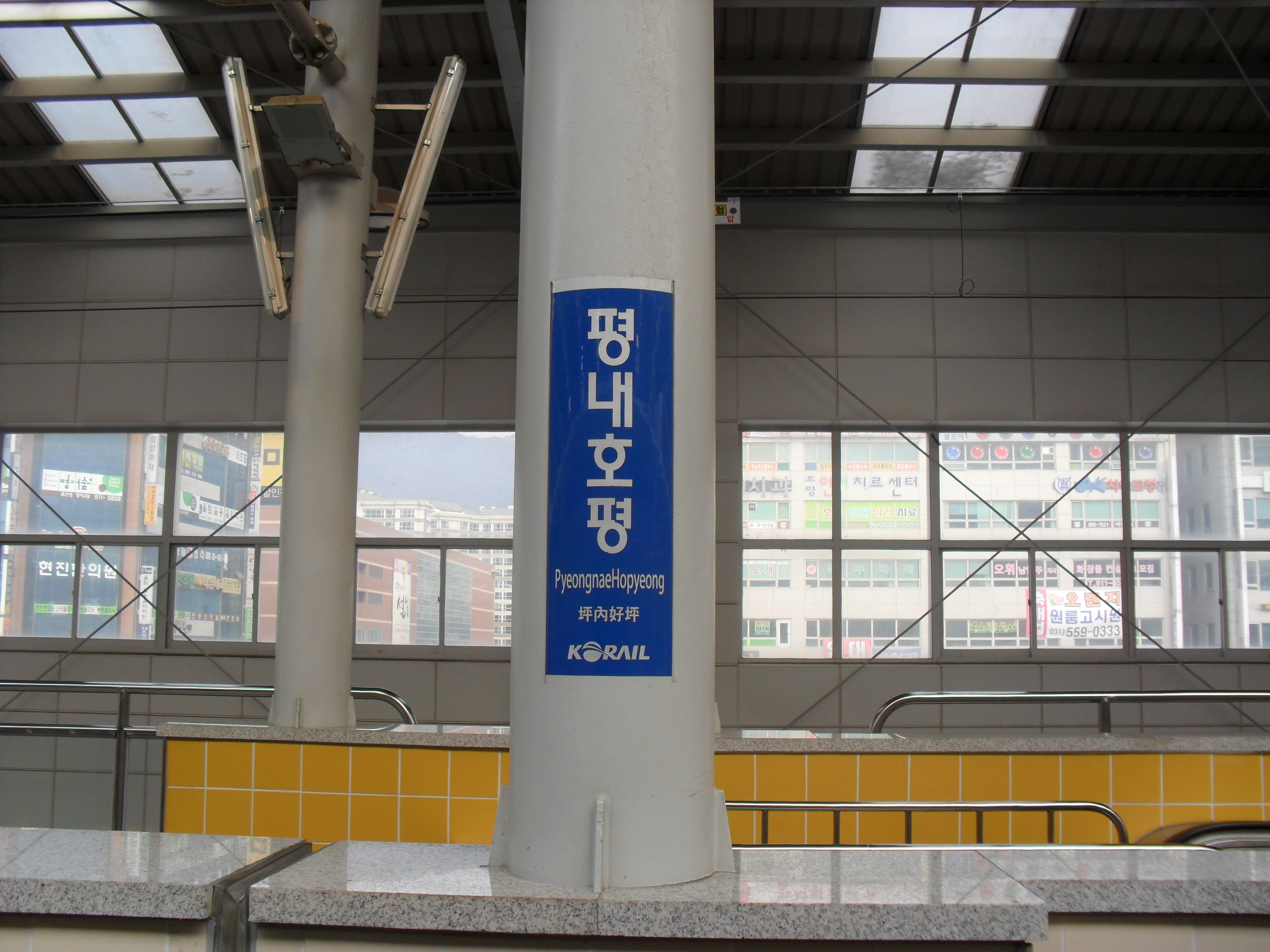
코레일 기둥식 역명판 (평내호평역)
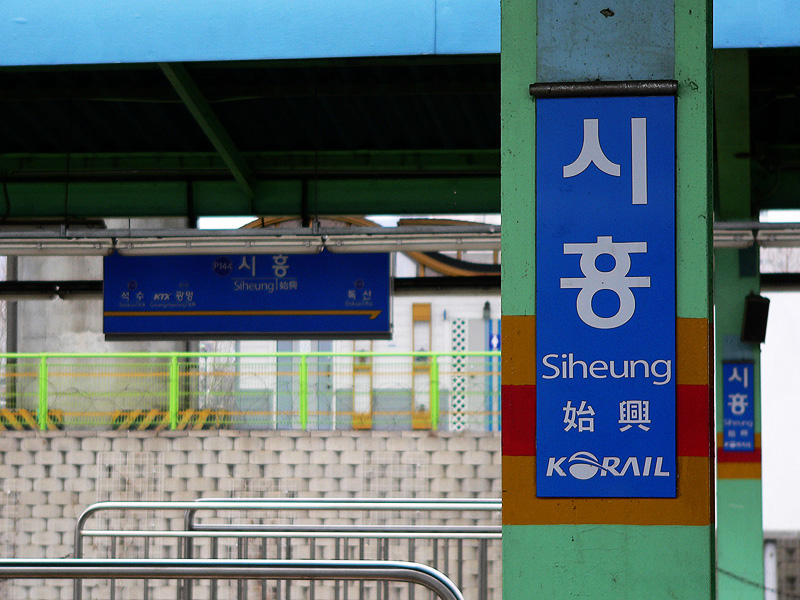
코레일 초기 기둥식 역명판 (시흥역)
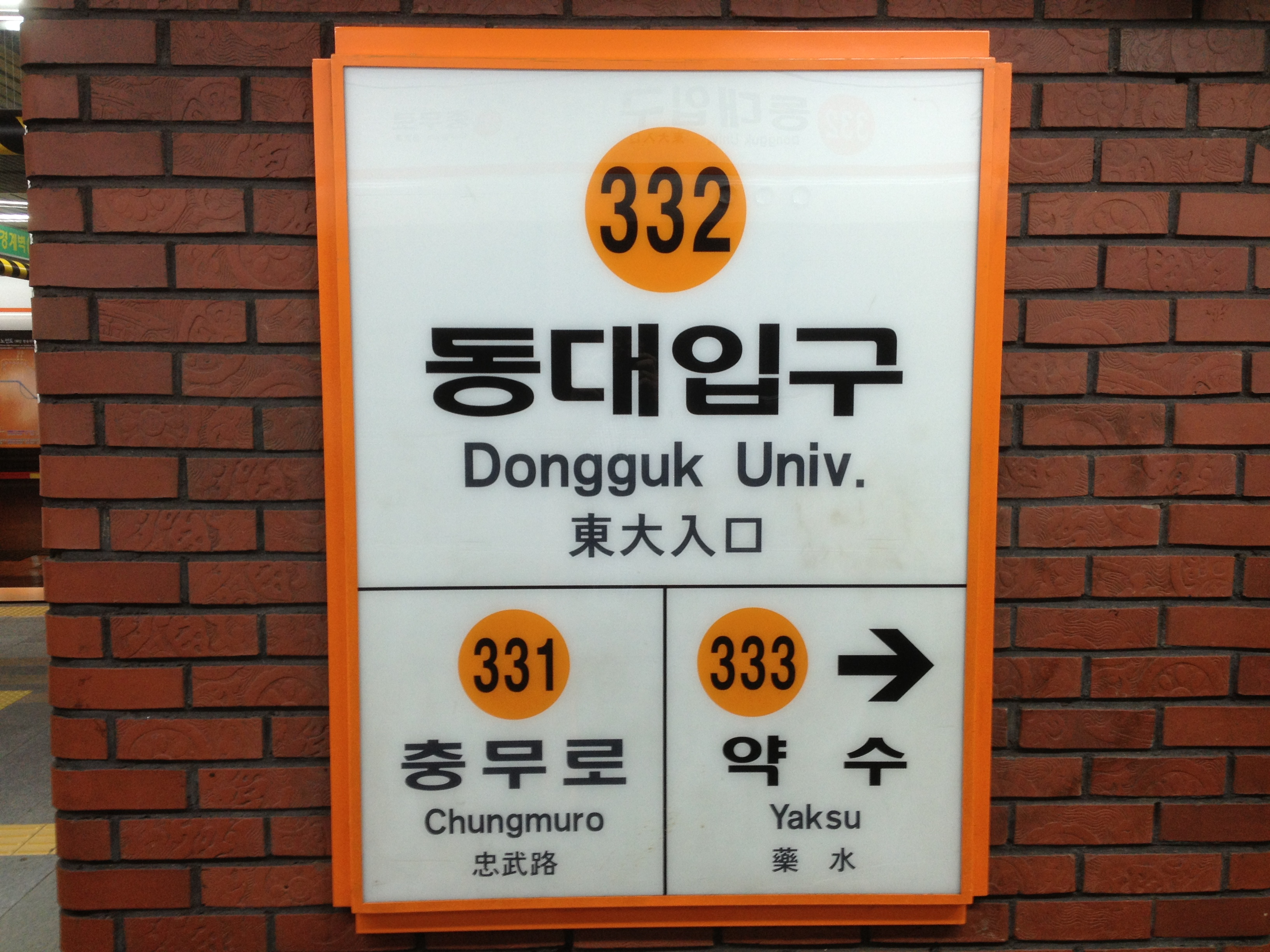
서울메트로 섬식 승강장 기둥식 역명판 (동대입구역)
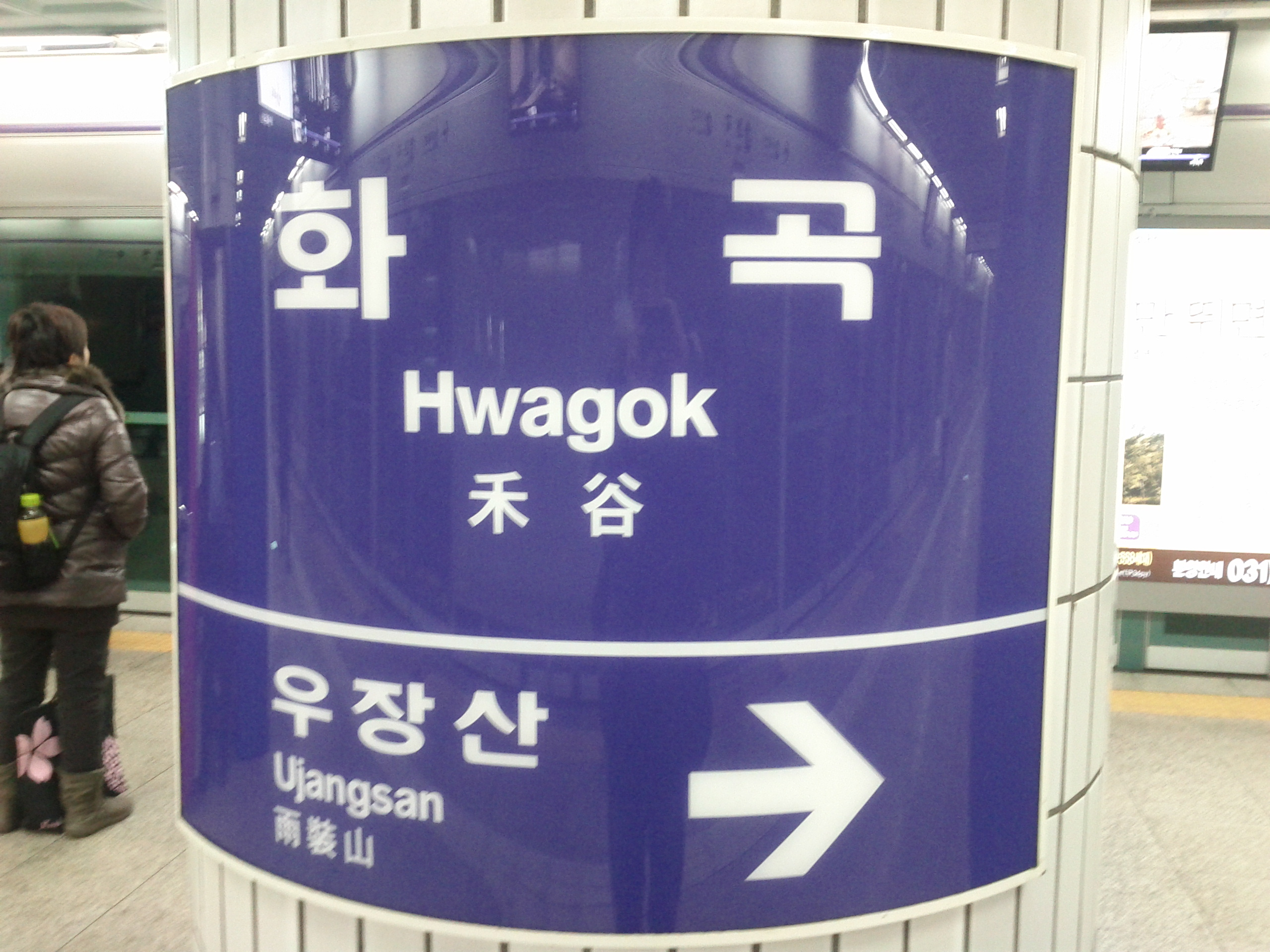
서울도시철도공사 섬식 승강장 기둥식 역명판 (화곡역)
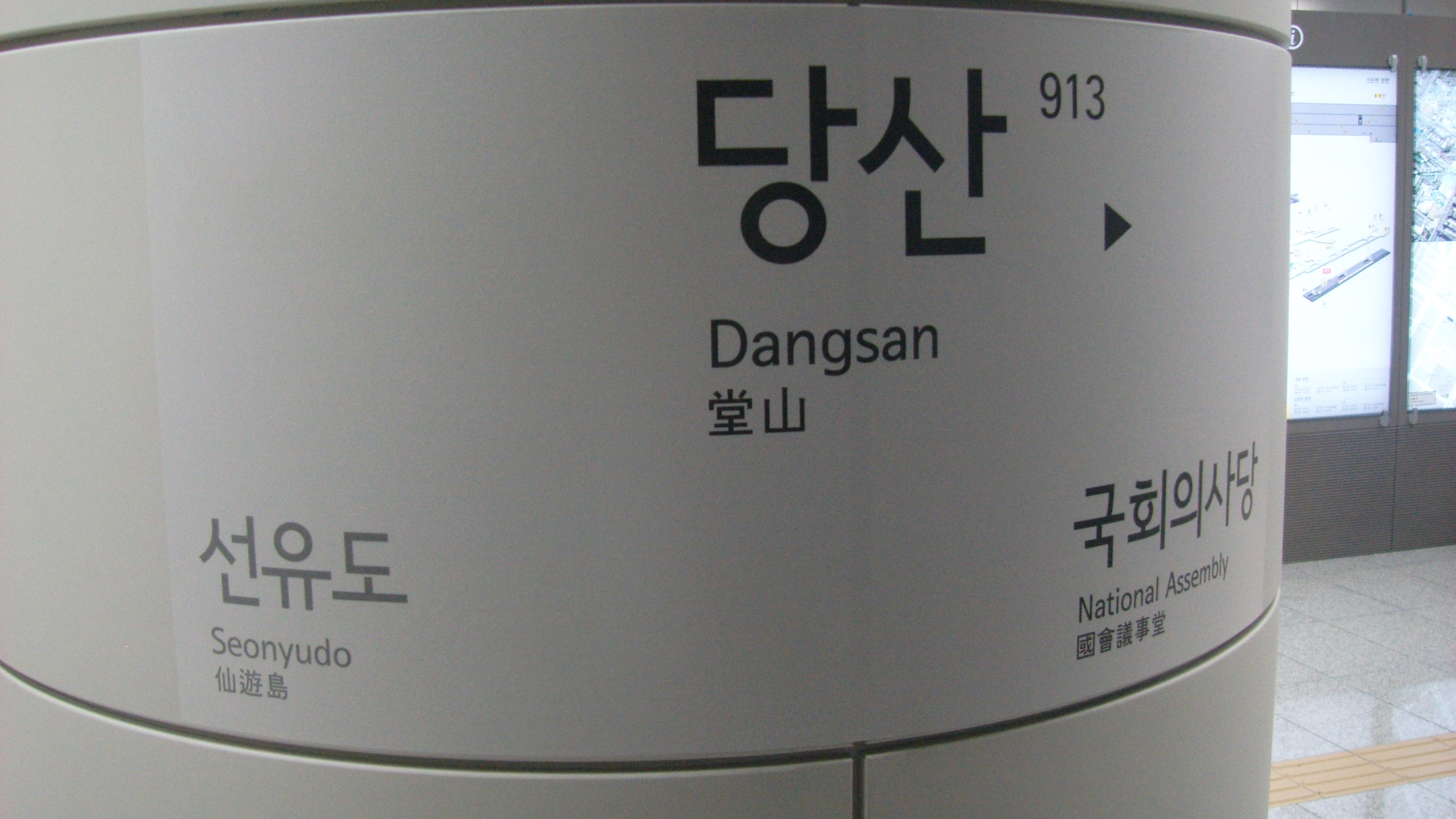
서울9호선운영 섬식 승강장 기둥식 역명판 (당산역)
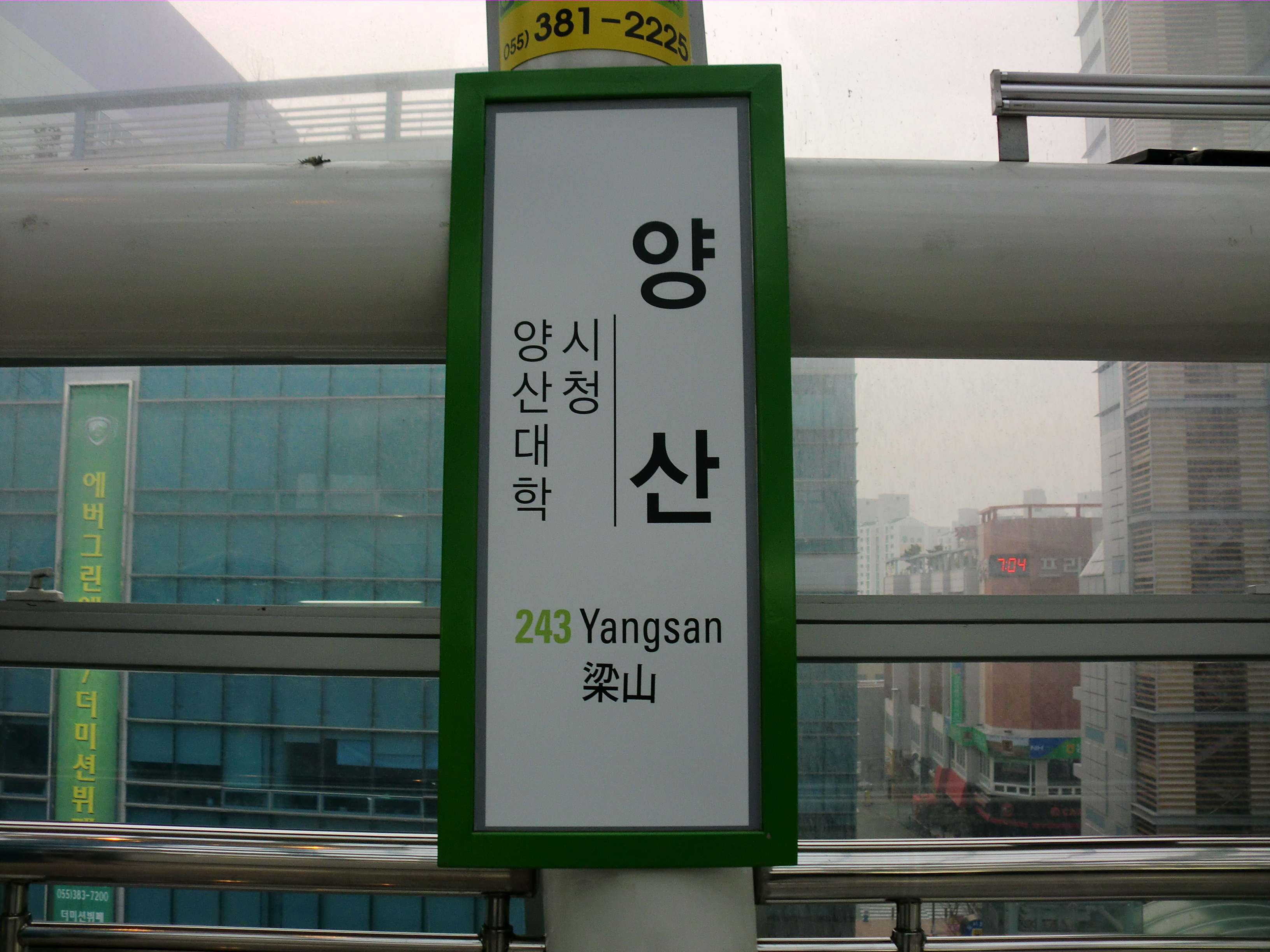
부산교통공사 기둥식 역명판 (양산역)
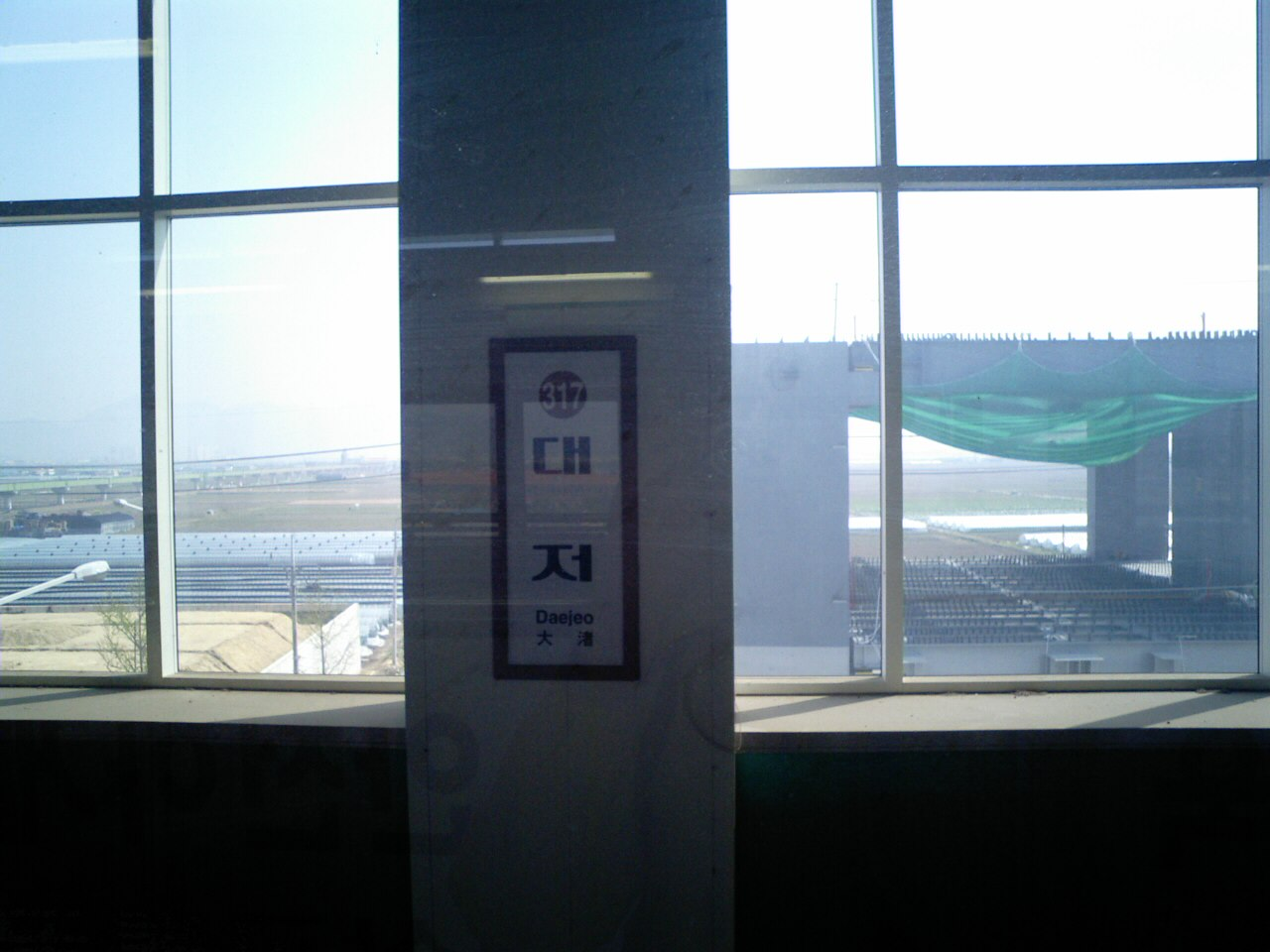
부산교통공사 구형 기둥식 역명판 (대저역)
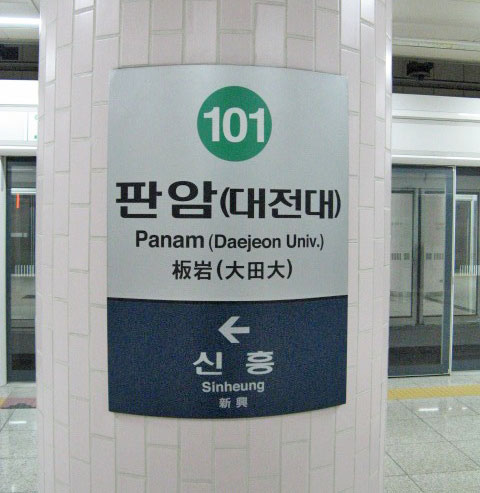
대전도시철도공사 섬식 승강장 기둥식 역명판 (판암역)
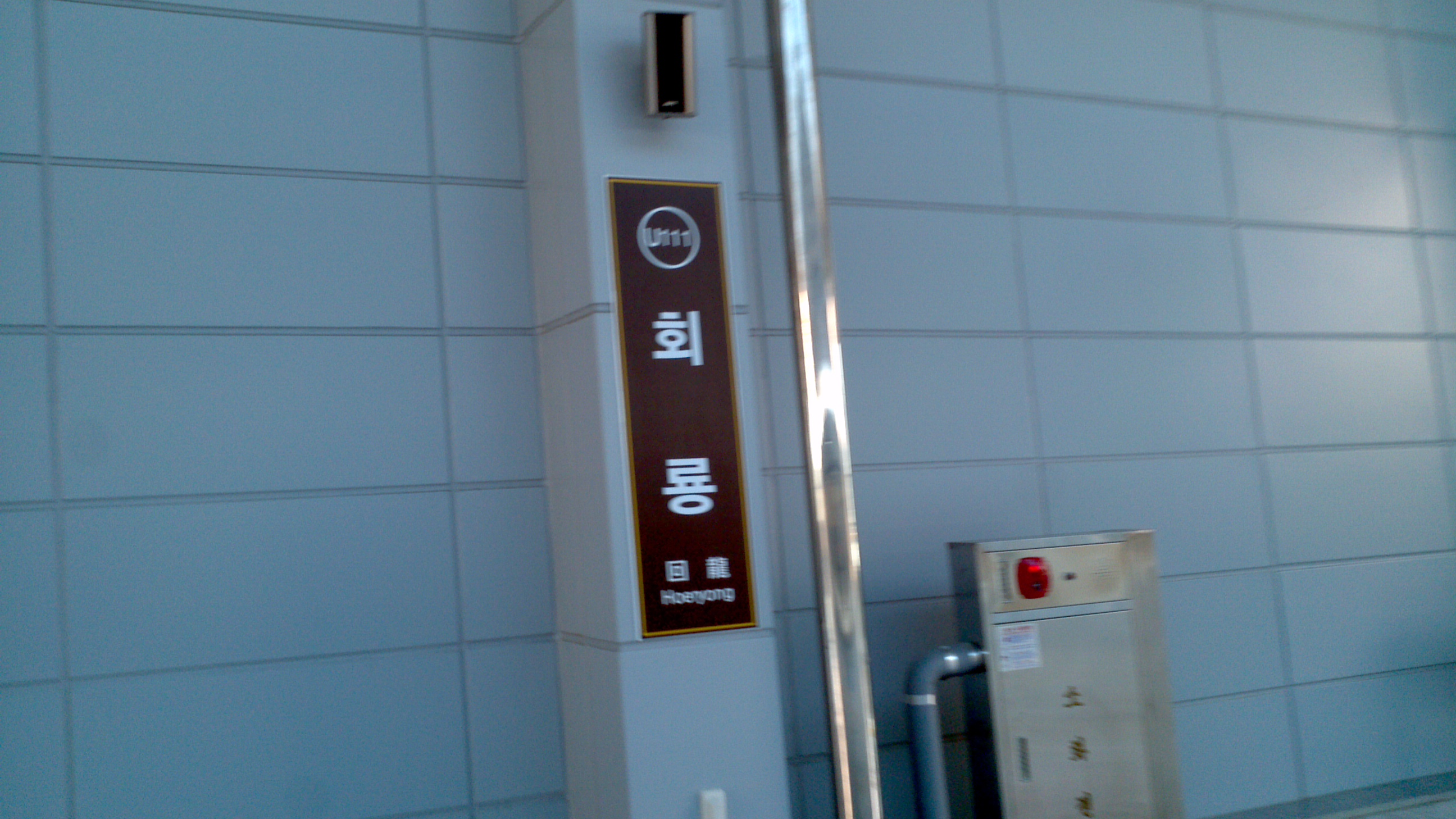
의정부경전철 기둥식 역명판 (회룡역)

### 일본의 역명판

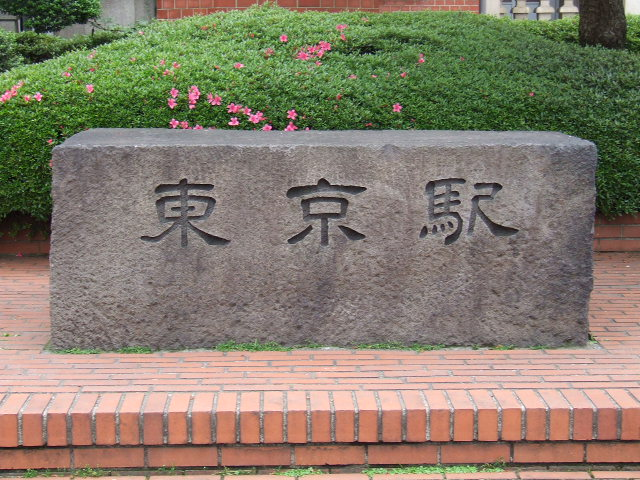
역 밖에 설치된 돌로 된 역명판 (도쿄역)
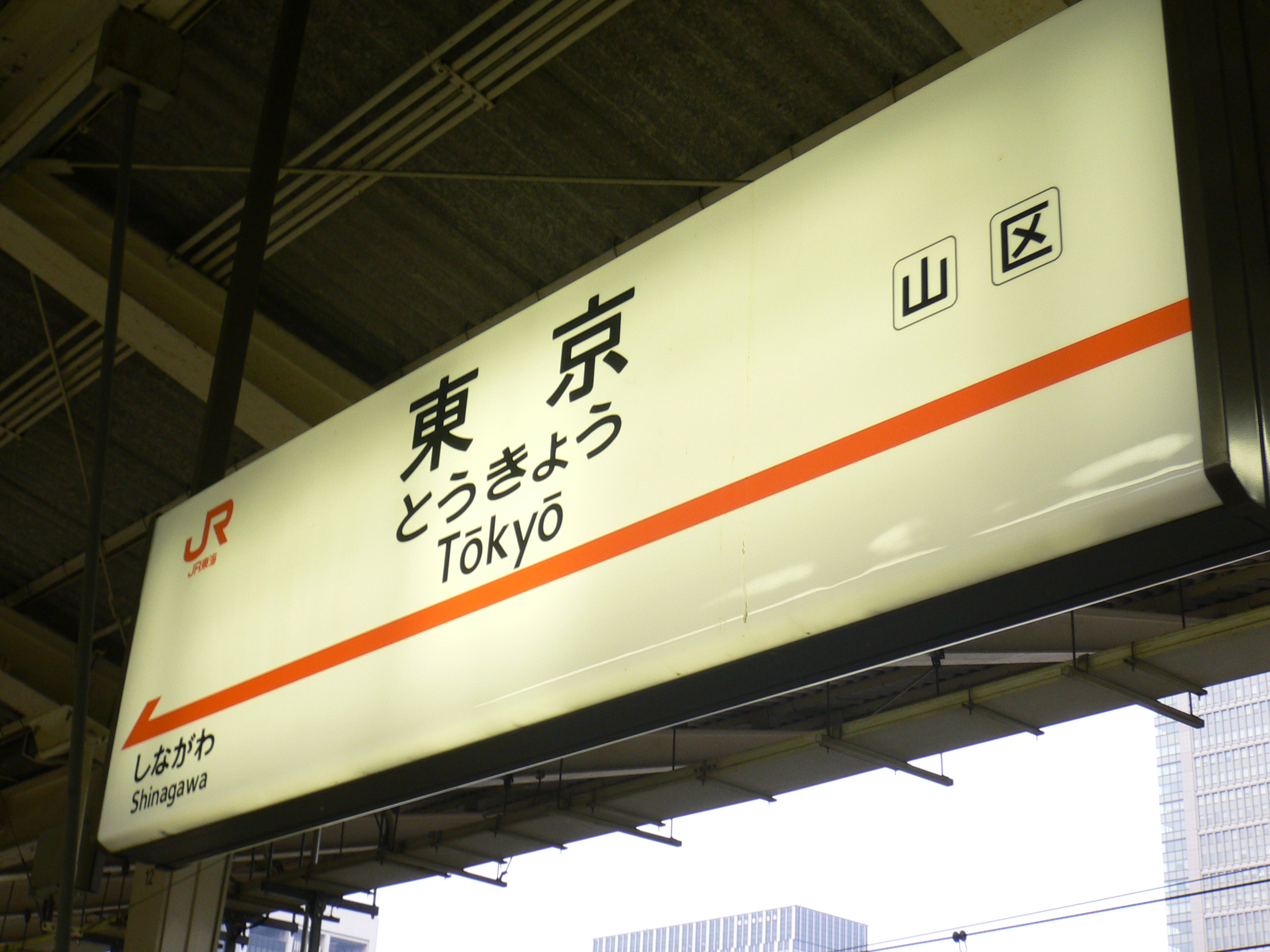
달대식 역명판 (도쿄역)
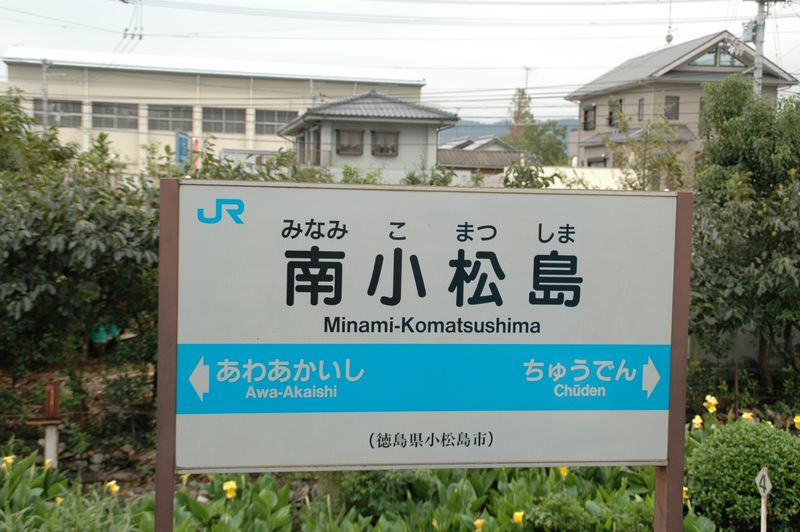
지주식 역명판
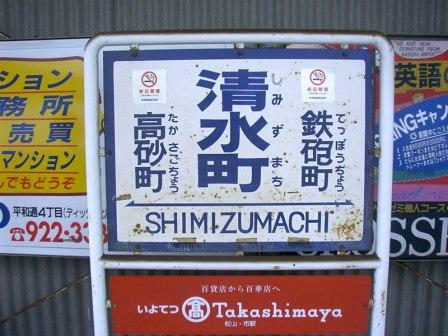
지주식 역명판